# Нестинарство
Нестинарство (грч. Αναστενάρια, буг. Нестинарство) је традиционални ритуал ходања по ватри  уз екстатични плес који се изводи у неким селима северне Грчке и јужне Бугарске. Заједнице које практикују овај ритуал потичу од избеглица које су у Грчку дошле из Источне Тракије након Балканских ратова 1911–12. и размене становништва између Грчке и Турске 1923. године.
Овај ритуал је 2009. године уврштен на Унескову листу нематеријалног културног наслеђа света.

## Ритуални циклус
Овај јединствени годишњи ритуални циклус који се изводи у бугарским и грчким селима,    започиње 21. маја, а завршава се 23. маја сваке године. Централне личности ове традиције су Свети цар Константин и Света царица Јелена, али сви значајни дани у овом циклусу подударају се са важним данима у грчком православном календару и повезани су са различитим хришћанским светитељима. Два главна догађаја у овом циклусу су два велика фестивала, један у јануару и један у мају, посвећен овим свецима. Сваки фестивала траје 3 дана и укључује разне процесије, музику и плес и жртвовање животиња. Фестивал кулминира ритуалом ходања по ватри, где учесници, носећи иконе Светих Константина и Јелене, сатима екстатично плешу пре него што уђу у ватру и ходају боси по ужареном угљену, неоповређени ватром.
Свака заједница нестинарства има посебно светилиште познато као „конак”, где су смештене свете иконе, као и „знаци“ светих (семадија), заветни приноси и црвене мараме причвршћене за иконе. Људи се, уочи светитељског дана 20. маја, окупљају да би плесали уз музику трачке лире и бубња. После извесног времена верују да би их Свети Константин могао „ухватити“ и одвести у транс. Ујутро на дан Светих, 21. маја, окупе се код конака и иду до извора да их благосиљају светом водицом и да жртвују животиње. Правила о природи звери која се жртвује су прецизна, али се разликују од села до села. Увече се пали ватра на отвореном простору, а након неког времена играња у конацима, „нестинари“ одлазе до ватре носећи иконе. Након плеса око ватре, поједини нестиннари плешу преко врелог угљена босоноги док их светитељ покреће. Ритуал се изводи и у јануару, за време празника Светог Атанасија, а ходање по ватри врши се у затвореном. 

## Порекло
Према неким митовима, овај обичај је настао у средњем веку када се Црква Светог Константина  у селу Кости у Бугарској, запалила, а изнутра су се могли чути гласови светаца који су позивали у помоћ. Храбре сељане који су улазили да би их спасили иконе, пламен није озледио, свеци су их штитили. Међутим, етнографи тврде да је ритуал нестинарства, остатак древне праксе Дионисових култова.
У Бугарској је право на извођење ритуала било наследно и главног нестинара може да наследи само његов син или ћерка и то само када је он престар или болестан да би наставио да изводи ритуал. Кућа главног нестинара била је света, јер се у њој налазила столнина - мала капела у којој су биле постављене иконе неколико светаца, као и свети бубањ који се посебно користио за ритуал и за који се веровало да лечи бубњара ако је болестан.

## Туризам
У 20. веку ритуал је комерцијализован и изводе га и за туристе у приморским одмаралиштима на бугарској црноморској обали  људи који немају пуно везе са изворном традицијом. Ритуали опстају у аутентичнијем облику у пет села северне Грчке: Аја Елени, Лангадас, Мелике, Мавролефке и Керкине, и у шест бугарских села на планини Странџа: Балгари, Граматиково, Сливарово, Кондолово, Кости и Бродилово. 

## Наслеђе
Ритуал је 2009. ритуал је унет на Унескову листу нематеријалног културног наслеђа и на Националну репрезентативну листу нематеријалног културног наслеђа „Живо људско благо - Бугарска“ по пријави Регионалног историјског музеја Бургас.
Нестинари Нунатакс, пар стеновитих врхова на острву Ливингстон на Јужним Шетландским острвима, названи су по бугарском фолклорном ритуалу Нестинарство.